# Arnold Vitarbo
Arnold Vitarbo  (* 31. Januar 1936 in New York City; † 14. September 2022 in Cedar City, Utah) war ein US-amerikanischer Sportschütze.

## Karriere
Arnold Vitarbo trat mit 17 Jahren dem United States Marine Corps bei und war später als Schießausbilder der United States Air Force tätig. Er gewann bei den Panamerikanischen Spielen 1967 Gold mit der Freien Pistole. Des Weiteren gewann er 1985 WM-Bronze im Mannschaftswettkampf mit der Luftpistole. Bei den Olympischen Spielen 1968 wurde er im Wettkampf mit der Freien Pistole Vierter. Nach seiner aktiven Karriere war er von 1991 bis 1994 Nationaltrainer der USA.
Nach seiner 20-jährigen Militärkarriere besuchte Vitarbo die University of Hawaiʻi at Mānoa, wo er Japanisch studierte. Später arbeitete er als Mechaniker bei Volkswagen, unterrichtete Japanisch am Oregon Institute of Technology und gründete sein eigenes erfolgreiches Unternehmen, das kundenspezifische Waffengriffe herstellte.